# Trichaphodius pseudocopulatus
Trichaphodius pseudocopulatus är en skalbaggsart som beskrevs av Bordat 1997. Trichaphodius pseudocopulatus ingår i släktet Trichaphodius och familjen Aphodiidae. Inga underarter finns listade i Catalogue of Life.